# The Awakening (album d'Ahmad Jamal)
Pour les articles homonymes, voir Awakening.
Albums de Ahmad Jamal
Tranquility
(1968) Free flight / Live in Montreux - Outter time Inner space
(1972)
The Awakening est un album du pianiste de jazz américain Ahmad Jamal sorti en 1970 chez Impulse!.

## Liste des titres
| No | Titre                | Musique                           | Durée |
| -- | -------------------- | --------------------------------- | ----- |
| 1. | The Awakening        | Ahmad Jamal                       | 6:19  |
| 2. | I Love Music         | Emil Boyd-Hale Smith              | 7:19  |
| 3. | Patterns             | Ahmad Jamal                       | 6:19  |
| 4. | Dolphin Dance        | Herbie Hancock                    | 5:05  |
| 5. | You're My Everything | Harry Warren-Joe Young-Mort Dixon | 6:18  |
| 6. | Stolen Moments       | Oliver Nelson                     | 6:27  |
| 7. | Wave                 | Antônio Carlos Jobim              | 4:25  |

## Personnel
- Ahmad Jamal - piano
- Jamil Nasser - contrebasse
- Frank Gant - batterie